# Hermosillo
Hermosillo egy nagyváros Mexikóban, Sonora állam fővárosa, az Hermosillói főegyházmegye érseki székvárosa. Lakossága 2010-ben kb. 715 000 fő volt.

## Földrajz

### Fekvése
A nagy kiterjedésű Hermosillo Mexikó északi, Sonora állam déli részén fekszik a Kaliforniai-öböltől mintegy 90 km-re. A terület felszíne nagyrészt enyhén hullámos, a várost alacsony hegyek veszik körül, a lakóterület keleti részén pedig a város kedvelt kilátópontja, a Cerro de la Campana nevű hegy emelkedik. A tőle keletre fekvő hegyek vizeit a város határában elhelyezkedő, Mexikó egykori elnökéről elnevezett Abelardo L. Rodríguez-víztározó gyűjti össze.

### Éghajlat
A város éghajlata száraz és rendkívül forró. Minden hónapban mértek már legalább 34 °C-os hőséget, de áprilistól októberig 43 °C fölé is kúszott már a hőmérséklet az összes hónapban. A maximumrekord eddig 47,5 °C volt. A téli hónapokban gyenge fagy is előfordulhat. Az éves csapadékmennyiség átlagosan mindössze 320 mm, és ennek is kétharmad része három hónap alatt, júliustól szeptemberig hull, a többi hónap rendkívül száraz.
| Hónap                                   | Jan. | Feb. | Már. | Ápr. | Máj. | Jún. | Júl. | Aug. | Szep. | Okt. | Nov. | Dec. | Év   |
| --------------------------------------- | ---- | ---- | ---- | ---- | ---- | ---- | ---- | ---- | ----- | ---- | ---- | ---- | ---- |
| Rekord max. hőmérséklet (°C)            | 34,0 | 37,0 | 39,0 | 43,0 | 45,5 | 47,5 | 47,0 | 46,0 | 45,5  | 43,5 | 39,0 | 35,0 | 47,5 |
| Átlagos max. hőmérséklet (°C)           | 23,7 | 25,8 | 28,2 | 31,6 | 35,1 | 39,5 | 39,0 | 38,1 | 37,2  | 34,0 | 28,4 | 24,1 | 32,1 |
| Átlaghőmérséklet (°C)                   | 16,4 | 18,1 | 20,2 | 23,1 | 26,6 | 31,5 | 32,2 | 31,6 | 30,6  | 26,7 | 20,8 | 16,8 | 24,6 |
| Átlagos min. hőmérséklet (°C)           | 9,0  | 10,5 | 12,2 | 14,7 | 18,2 | 23,4 | 25,5 | 25,1 | 24,0  | 19,4 | 13,2 | 9,5  | 17,1 |
| Rekord min. hőmérséklet (°C)            | −2,0 | 0,0  | 4,0  | 7,0  | 9,0  | 11,0 | 17,0 | 14,0 | 17,0  | 9,0  | 2,0  | −4,0 | −4,0 |
| Átl. csapadékmennyiség (mm)             | 17   | 16   | 6    | 3    | 3    | 4    | 80   | 83   | 52    | 19   | 15   | 23   | 320  |
| Forrás: Servicio Meteorológico Nacional |      |      |      |      |      |      |      |      |       |      |      |      |      |

## Közlekedés
Hermosillo jelentős közlekedési csomópont: áthalad rajta az ország egyik legfontosabb főútja, a 15-ös, mely Mexikóvárost az északi határ mellett fekvő Heroica Nogalessel köti össze, és innen indul ki a 14-es és a 16-os főút is. Előbbi Moctezuma, utóbbi pedig Chihuahuán keresztül a szintén határmenti Manuel Ojinaga városával köti össze. Emellett két állami szintű főút, a 20-as és a 100-as indul innen keleti, illetve nyugati irányba.
A város nemzetközi repülőtere a General Ignacio Pesqueira García nemzetközi repülőtér.

## Népesség
A város lakóinak száma a közelmúltban igen gyorsan nőtt: 1990 és 2010 között kb. 1,75-szörösére növekedett. A változásokat szemlélteti az alábbi táblázat:
| Év   | Lakosság |
| ---- | -------- |
| 1990 | 406 417  |
| 1995 | 504 009  |
| 2000 | 545 928  |
| 2005 | 641 791  |
| 2010 | 715 061  |

## Története
A mai város területén 1700-ban jött létre az első három település: Nuestra Señora del Pópulo, Nuestra Señora de Los Ángeles és Santísima Trinidad del Pitic. Ezeket még szeri, tepoka és pima indiánok lakták. Az első kettő és a harmadik népcsoport között viszályok dúltak, minek következtében a három falu lassan kezdett elnéptelenedni. 1718-ban don Manuel de San Juan y Santa Cruz kormányzó elrendelte Santísima Trinidad del Pitic újratelepítését. 1725. szeptember 29-én az itt lakó szerik megtámadták a közeli Opodepe falut és 22 embert megöltek, emiatt üldözni kezdték őket, és csak 1726-ban jött létre a béke. Mindenesetre az indiánok megtapasztalt harciassága miatt a spanyolok felépítették Pitic erődjét. 1772-ben öntözőcsatorna is épült itt, és ebben az évben parcelláztak fel számos telket a lakosok számára. 1787-ben épült fel a város első temploma.

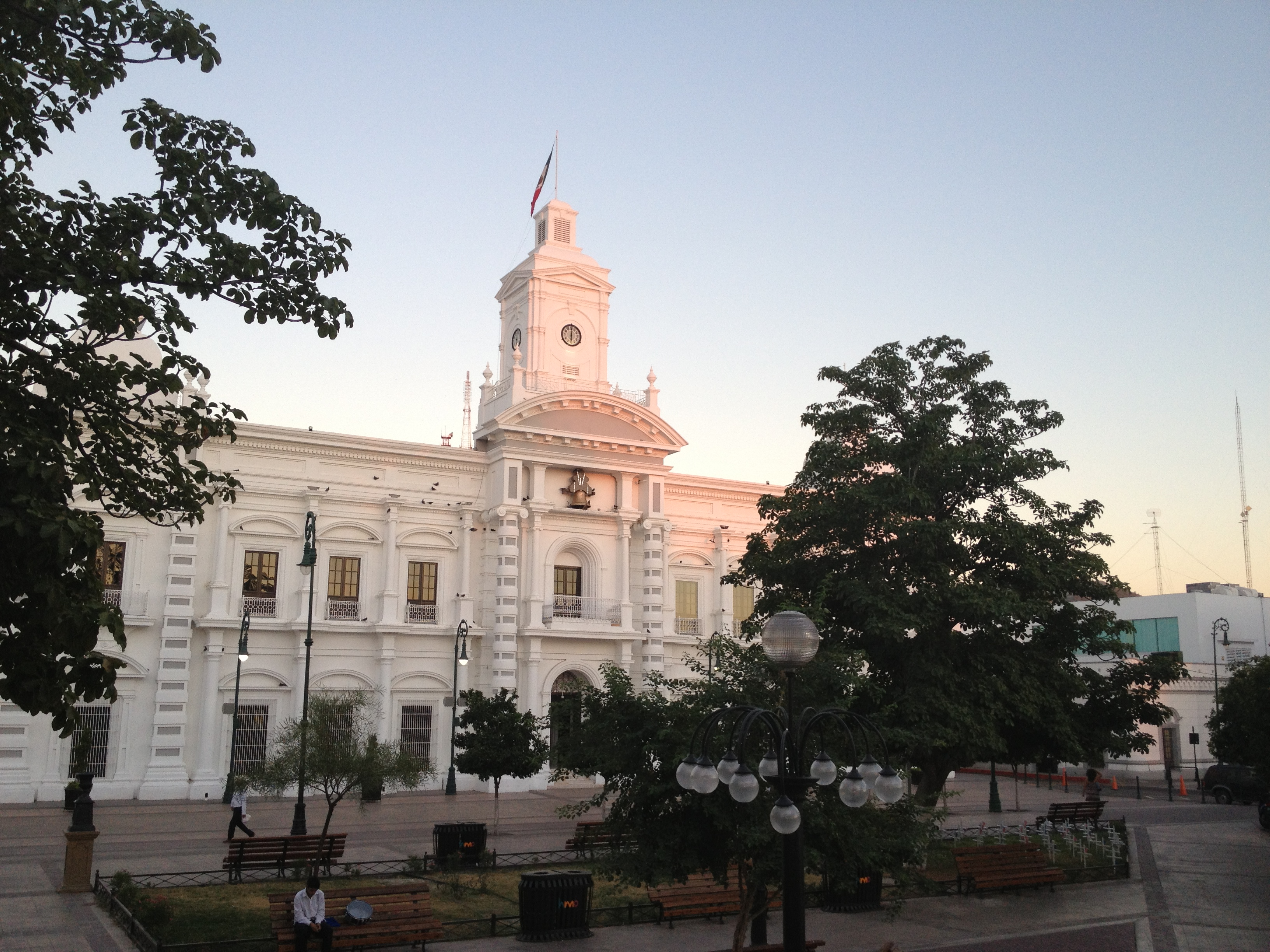
A Kormányzati Palota

1825. február 9-én az akkor Villa del Piticnek nevezett település egy akkori közigazgatási egység, egy partido székhelye lett, majd 1828. szeptember 5-én ciudad rangra emelték és nevét José María González de Hermosillo tiszteletére Hermosillóra változtatták. 1831. március 14-től az állam fővárosa lett, de csak 1832. május 25-ig, amikor is az irányító szervek Arizpébe költöztek és csak 1879-ben tértek vissza ide (úgy tervezték, csak ideiglenesen, de végül véglegesen).
1852-ben egy csapat francia kalandor Gaston de Raousset-Boulbon vezetésével elfoglalta a várost és bejelentette egy új francia állam megalakulását, ami csak néhány napig állt fenn.[forrás?]
1881. november 14-én befejeződött a tengerparti Guaymast a határmenti Nogalessel összekötő vasút építése, mely hatalmas lendületet adott a város fejlődésének: felvirágzott a bányászat, a kereskedelem és a mezőgazdaság is.

## Turizmus, látnivalók

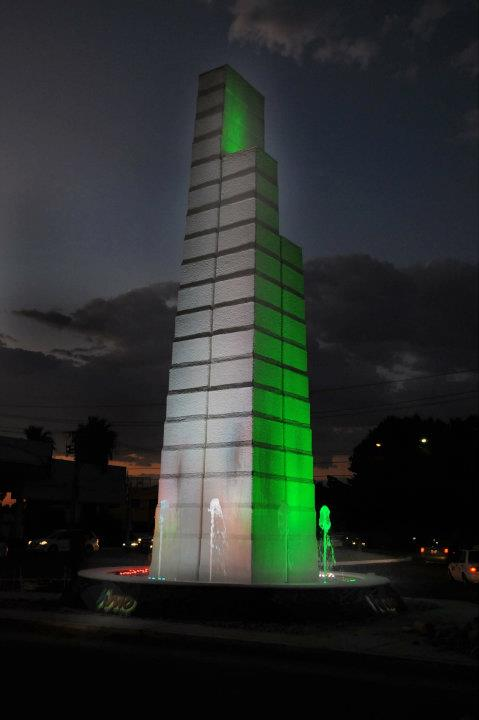
Modern szökőkút három út, a Kino, a Rodríguez és a Morelos találkozásánál

A város nem kimondott turisztikai célpont. Kevés régi műemlék található itt (köztük megemlítendő a Nagyboldogasszony-székesegyház, a Kormányzati Palota valamint a Carmen- és a Szentlélek-kápolnák), viszont a viszonylag közeli tengerpart és a változatos természeti környezet és néhány múzeum és modern épület az, ami mégis turistákat vonz Hermosillóba. A város legfontosabb kulturális központja a Centro Cultural Musas és az 1980-ban megnyitott Casa de la Cultura.
Az 1944 és 1948 között épült Museo Regional de la Universidad de Sonora főként az állam régészeti leleteivel és történelmével foglalkozik 5 kiállítóteremben, de van 2 terme időszakos kiállítások számára is.
A La Burbuja Museo del Niño, amint neve („Buborék Gyermekmúzeum”) is mutatja, gyermekek számára épült: a kicsik (és a nagyobbak) szinte játszva fedezhetik fel és érthetik meg környezetüket.
A turisták körében nagy népszerűségnek örvend a 20. század közepén Hermosillo Villa de Seris nevű részében megszületett és ma is leginkább ott árusított édesség, a coyota.
A város legfontosabb kulturális–művészeti fesztiválja a városalapítás emlékére 2003 óta minden évben megtartott Festival del Pitic.

## Sport
A város legismertebb labdarúgó-csapata a másodosztályú Cimarrones de Sonora, de itt játszik még a harmadosztályú bajnokságot is megjárt Búhos de Hermosillo (nevének jelentése: hermosillói baglyok) és a Poblado Miguel Alemán FC (mely Mexikó egykori elnökéről kapta a nevét) is.